# Kaap Kobbeduinen

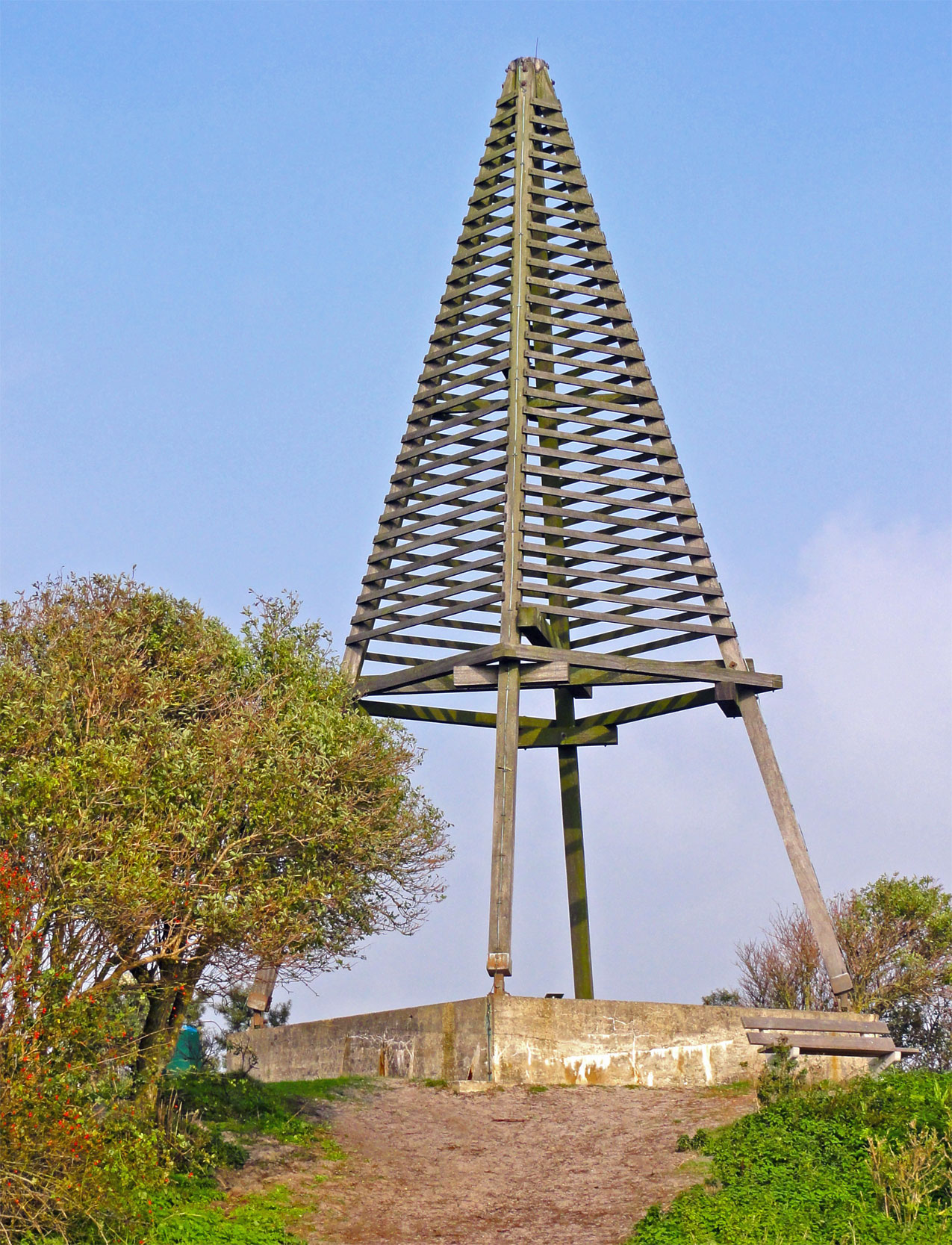
Het baken in de Kobbeduinen op Schiermonnikoog

Kaap Kobbeduinen is een houten kaap op het Waddeneiland Schiermonnikoog en dient als dagmerk voor de scheepvaart. De kaap staat in het Nationaal Park Schiermonnikoog.
In 1731 werd begonnen met het plaatsen van ongeveer 20 kapen/bakens bij Schiermonnikoog. In 1766 werd begonnen met de bouw van een nieuwe grote kaap en een kleinere kaap op het eiland.

## Haiku's bij het baken
Bij het baken bevinden zich twee haiku's verwerkt in graniet (één geschreven in het Noors en één in het Nederlands) van de beeldend kunstenaar Jan Loman. Hij verwijst naar de op dezelfde oosterlengte gelegen plaats Nesvag in het zuiden van Noorwegen.

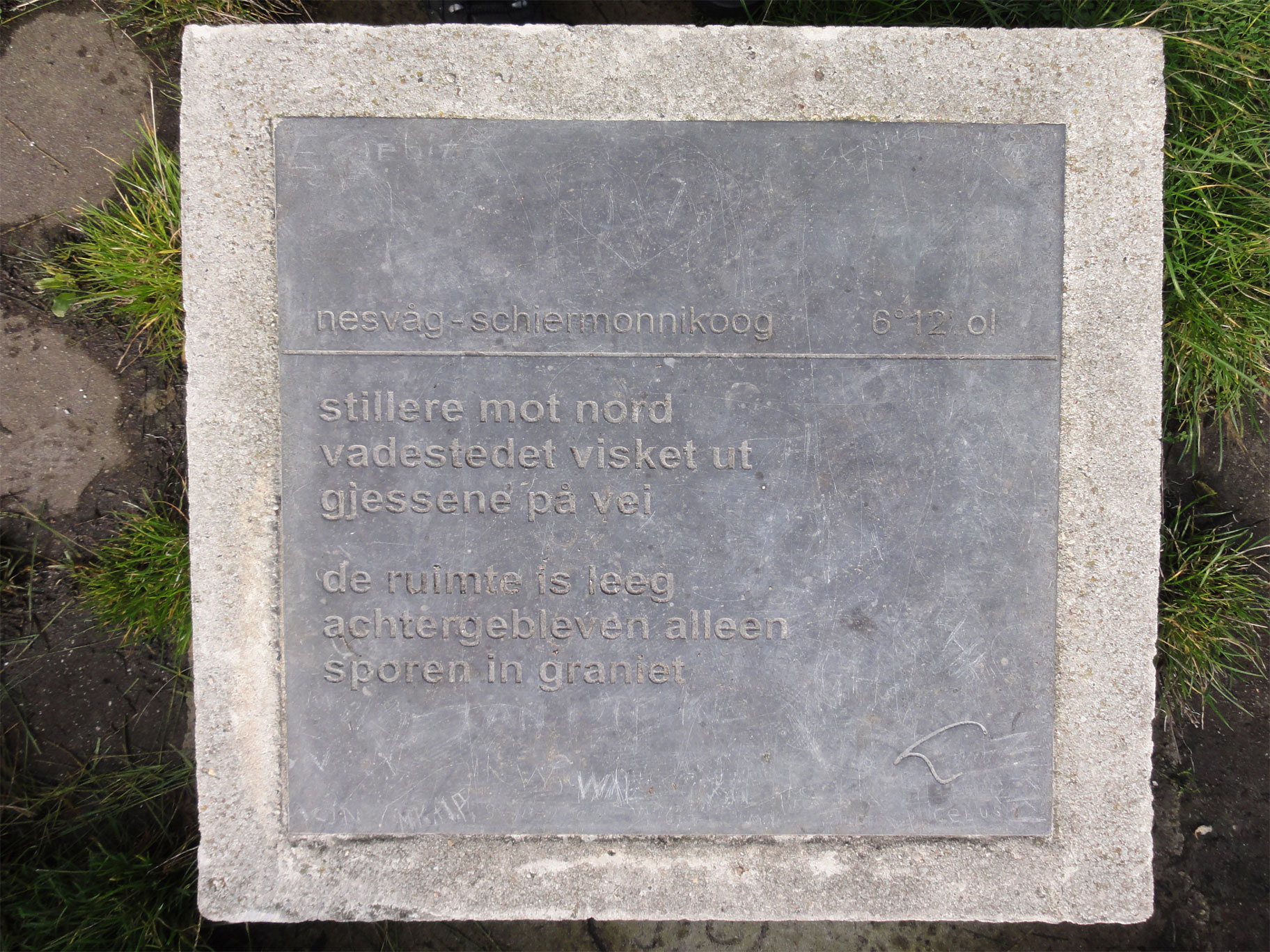
De haiku's van Loman bij het baken in de Kobbeduinen
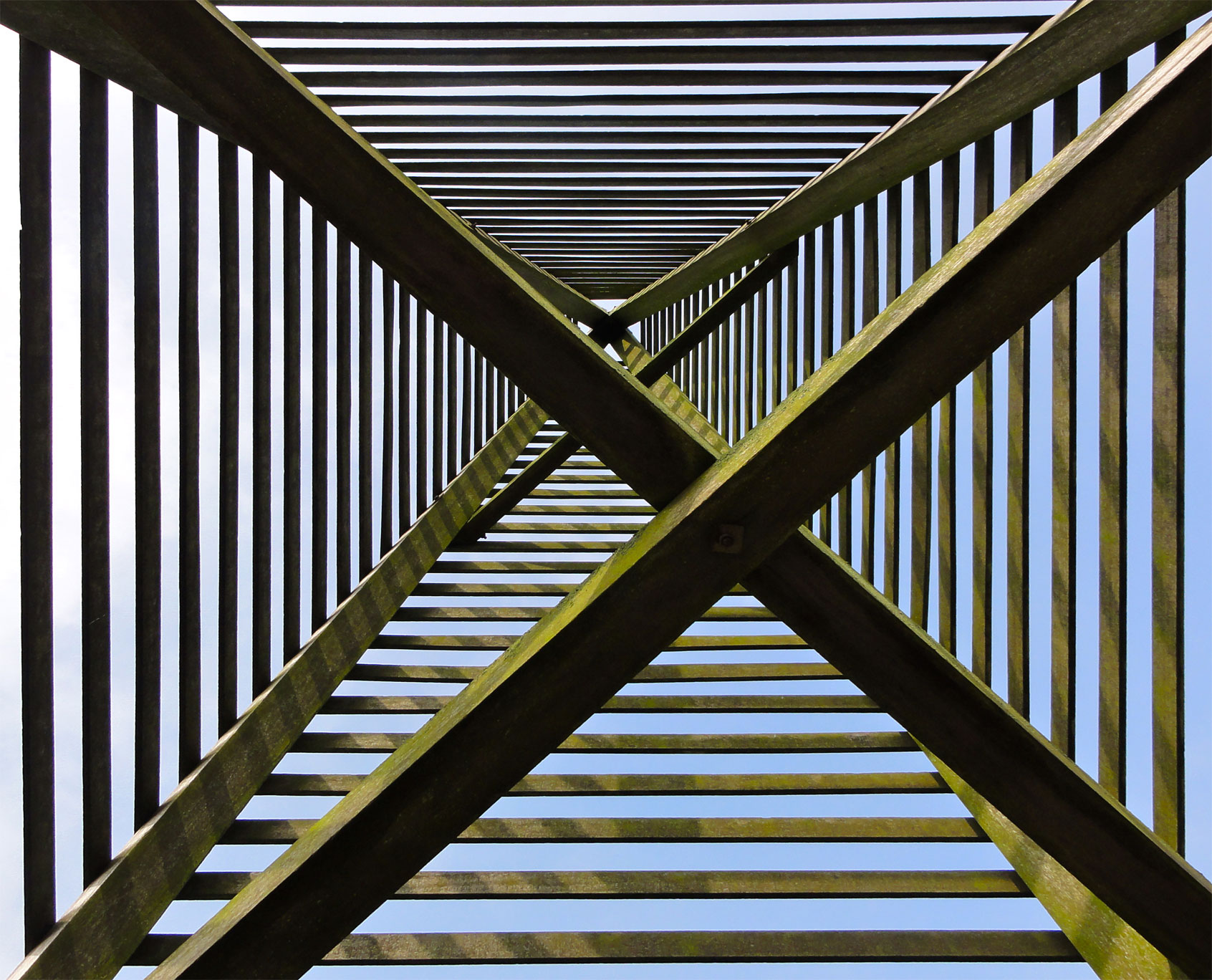
Onderzijde baken